# The Crickets
Pour l’article homonyme, voir The Cricket (film, 1917).
The Crickets est un groupe de rock 'n' roll américain originaire de Lubbock au Texas. Formé par le chanteur et compositeur Buddy Holly dans les années 1950, le premier titre à succès du groupe était That'll Be the Day en 1957. 
Après la mort de Buddy Holly en 1959, le groupe a continué à tourner et enregistrer avec différents chanteurs.
Après cette journée terrible surnommé The Day the Music Died (« le jour où la musique est morte »), le chanteur Earl Sinks a donc pris sa place provisoirement. À la fin de ce même année 1959, Sonny Curtis l'a remplacé définitivement comme chanteur à ce poste.
Ce dernier a également travaillé avec Bobby Fuller, celui-ci ayant aidé à bien faire connaître le groupe avec I Fought the Law réalisée le 4 décembre 1960 et sortie en 1966, année également de son décès.

## Discographie

### Albums Studios
- The "Chirping" Crickets (1957)
- The Sound of the Crickets (1958)
- Buddy Holly (1958)
- That'll Be the Day (1958)
- In Style with the Crickets (1960)
- Bobby Vee Meets the Crickets (1962)
- Something Old, Something New, Something Blue, Somethin' Else (1962)
- California Sun / She Loves You (1964)
- A Collection (1965)
- Rockin' 50s Rock'n'Roll (1970)
- Rock Reflections (1971)
- Bubblegum, Pop, Ballads & Boogie (1973)
- Remnants (1973)
- Long Way from Lubbock (1975)
- Back in Style (1975)
- 3 Piece (1987)
- T Shirt (1988)
- Cover to Cover (1995)
- The Original (1996)
- Too Much Monday Morning (1996)
- Rockin (2000)
- Crickets and Their Buddies (2004)
- About Time Too! (2004)
- Double Exposure (2015)